# Sōta Fujii
Sōta Fujii (藤井 聡太 Fujii Sōta?, nacido el 19 de julio de 2002 en Seto, Aichi) es un jugador profesional de shōgi que tiene para noviembre de 2023 el rango de 9-dan. A octubre de 2024 es el poseedor de siete grandes títulos: Kiō, Kisei, Meijin, Ōi, Ōshō, Ōza y Ryuō. Es la persona más joven en haber recibido el estatus de jugador profesional por la Asociación Japonesa de shōgi y es uno de apenas cinco jugadores en haberse hecho profesionales mientras eran estudiantes de secundaria. 
Desde que se convirtió en profesional, Fujii ha roto varios récords en el shōgi profesional, incluyendo el de ser el jugador más joven en ganar un torneo profesional de shōgi, el jugador más joven en jugar por un gran título, el de ser el jugador más joven en ganar un gran título, el de ser el jugador más joven en ser un campeón simultáneo de dos grandes títulos, ser el jugador más joven en defender un gran título, y el de ser el jugador más joven en ascender a los grados de 8-dan y 9-dan, el de ser el jugador más joven en ser campeón simultáneo en tres títulos, el de ser el jugador más joven en ser campeón simultáneo en cuatro títulos, y el de ser el jugador más joven en ser campeón simultáneo en cinco títulos, a la edad de 19 años y seis meses. Fujii seguiría rompiendo rércords, convirtiéndose en el jugador más joven en ser campeón simultáneo en seis títulos, el jugador más joven en ser campeón simultáneo en siete títulos, el jugador más joven en ganar el prestigioso título de Meijin, el jugador más joven en ganar el título de Ōza y en convertirse en el primer jugador en la historia en tener ocho títulos simultáneos. También ganó sus primeros 29 juegos como profesional para establecer un nuevo récord por más partidas consecutivas ganadas, y es asimismo el primer jugador en ganar todos los torneos profesionales actuales que no otorgan título en un solo año de práctica profesional. 
En julio de 2024, a la edad de 21 años y 11 meses, Fujii se convirtió en el jugador profesional más joven en cumplir los criterios para convertirse en un «Poseedor vitalicio de título» al calificar para el título de Kisei Vitalicio. Al siguiente mes, calificó también para el título de Oi Vitalicio. 

## Infancia

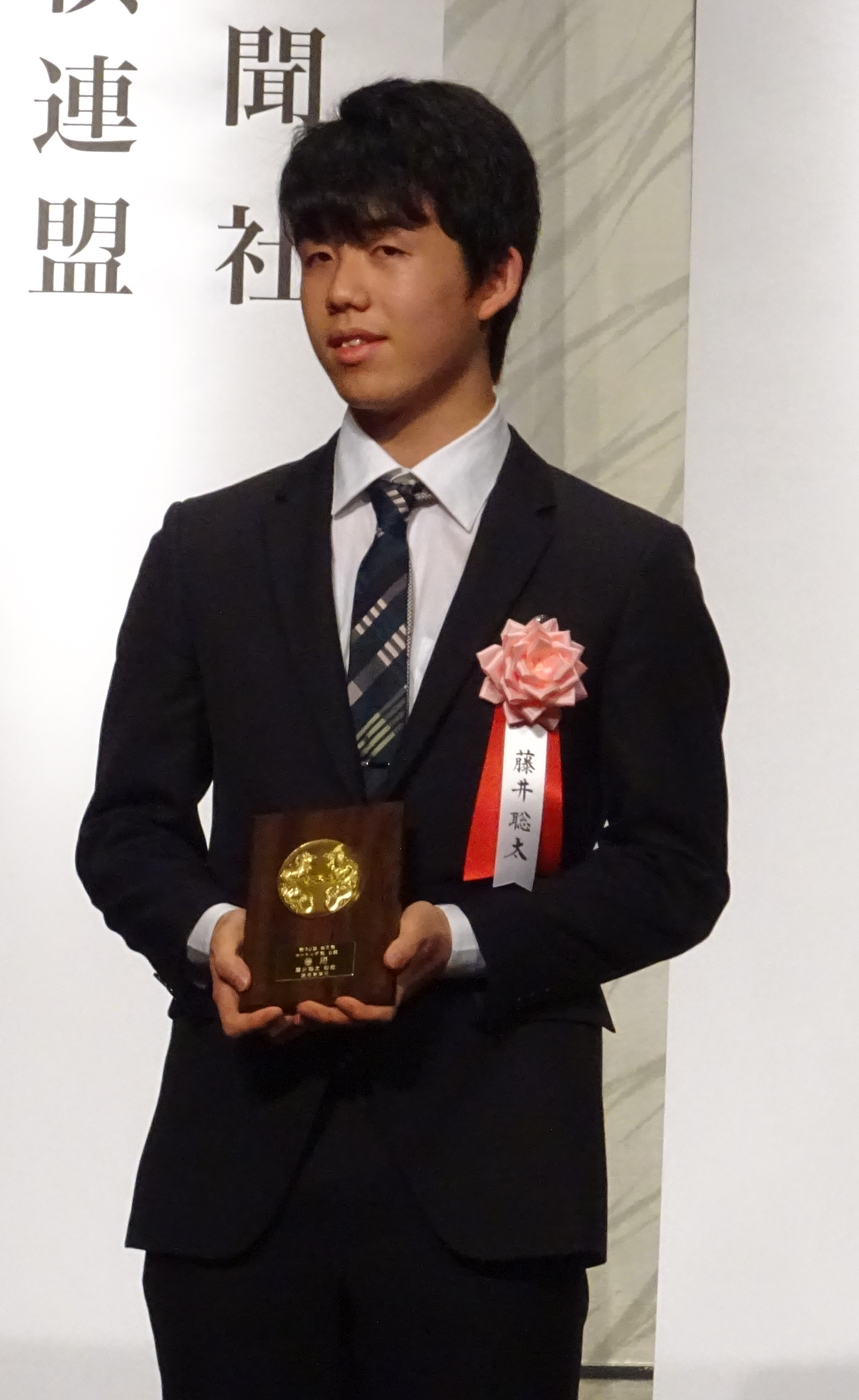
Sōta Fujii

Fujii nació en Seto, Aichi el 19 de julio de 2002. Su madre era ama de casa y su padre era empleado en una empresa. Aprendió shōgi a los 5 años después de que su abuela le diera un juego de shōgi, y comenzó a jugar con su abuelo. Con el tiempo, se volvió demasiado fuerte para su abuelo, por lo que comenzó a tomar lecciones formales en una escuela de shōgi del vecindario. Como estudiante de primer grado de su escuela primaria, empezó a jugar contra estudiantes de secundaria y preparatoria para poner a prueba su habilidad.
La intensa concentración de Fujii sorprendió a su madre, y su espíritu competitivo lo llevaba con frecuencia a estallidos en llanto cuando perdía. Cuando estudiaba en segundo grado, tuvo la oportunidad de jugar una partida contra el jugador profesional Kōji Tanigawa como parte de una exhibición simultánea en un evento de shōgi en Nagoya. Debido a las limitaciones de tiempo, Tanigawa le ofreció a Fujii un empate a pesar de que Fujii estaba en una posición perdedora. Molesto por la oferta, Fujii volteó el tablero y las piezas, y luego empezó a llorar hasta que su madre vino a sacarlo del tablero.
Fujii tenía siete años cuando conoció a su futuro mentor profesional de shōgi Masataka Sugimoto 7-dan por primera vez. Sugimoto quedó asombrado por la "maravillosa perspectiva" y la "perspicacia" que Fujii mostraba desde una edad tan temprana y afirma que es "la personificación del espíritu de lucha" que "toma la frustración de la derrota y la dirige hacia la partida siguiente." 

## Aprendiz profesional de shōgi
Fujii ingresó oficialmente a la escuela de aprendices profesionales de shōgi cuando tenía 10 años, bajo el patrocinio de Sugimoto, con el rango de 6- kyū en septiembre de 2012. Se convirtió en la persona más joven en ser promovida a 3-dan en octubre de 2015 a la edad de 13 años y 2 meses. Fujii compitió en la "59ª liga de 3-dan" con otros aprendices clasificados para el 3-dan entre abril y septiembre de 2017 y terminó en primer lugar con un récord de 13-5 para así ganar el ascenso al rango de profesionales de 4-dan. Fue tan solo el octavo jugador de 3-dan en ser ascendido a la categoría profesional tras pasar solo una temporada en la "liga de 3-dan" desde 1987. El ascenso de Fujii al estatus pleno de profesional por parte de la JSA se hizo oficial el 1 de octubre de 2017.

## Profesional de shōgi
El debut de Fujii como profesional fue el 24 de diciembre de 2016, derrotando a Hifumi Katō, de 76 años. Katō era en ese momento el profesional activo de shōgi mayor edad, y la diferencia de edad de 62 años y 6 meses entre los dos jugadores rompió el récord anterior de 58 años y 7 meses establecido en 1986, cuando Yoshiharu Habu, con 15 años, jugó contra Seiichi Kobori, de 74 años.
El 4 de abril de 2017, Fujii derrotó a Hiroshi Kobayashi para ganar su undécimo juego consecutivo desde que se convirtiera en profesional y rompió así el récord anterior de 10 partidas que tenían Yoshiyuki Matsumoto y Masakazu Kondō .
Fujii ganó su 13° juego consecutivo al derrotar a Shōta Chida en la primera ronda del 67 ° Torneo de shōgi de la NHK TV el 17 de abril de 2017. El resultado del juego se publicó el mismo día en el sitio web oficial de la Asociación Japonesa de shōgi, aunque no se transmitió en la NHK-E hasta el 14 de mayo de 2017. Esto fue muy inusual, pues las partidas de torneos de la NHK están pregrabadas y los resultados no se hacen públicos hasta que el juego se transmite.
Fujii se convirtió en el profesional en alcanzar 50 victorias en juegos oficiales más rápidamente el 21 de noviembre de 2017, cuando derrotó a Shingo Hirafuji. Fujii logró su triunfo número 50 en su juego oficial número 56 en apenas diez meses y veintinueve días desde su debut profesional, superando así el récord anterior que ostentaba Habu, quien ganó su juego número 50 en su 66° juego, y tardó un año y dos meses.
La primera partida oficial de Fujii contra un poseedor reinante de un gran título se produjo el 14 de enero de 2018, cuando derrotó al Meijin Amahiko Satō en los cuartos de final del 11° Abierto de la Copa Asahi.
El 1 de febrero de 2018, Fujii derrotó a Hirotaka Kajiura en un juego de Clase C2 del torneo Meijin para así aumentar su récord de liga a 9 victorias y ninguna derrota, y asegurar su ascenso a la Clase C1 del torneo Meijin en abril de 2018. El ascenso de Fujii a la Clase C1 también significó su ascenso al rango de 5-dan, lo que lo convirtió en el primer estudiante de secundaria en recibir el rango.
Fujii se convirtió en el jugador más joven en ganar un torneo de shōgi profesional el 17 de febrero de 2018, cuando derrotó a Akihito Hirose en la final del 11° Abierto de la Copa Asahi. Fujii avanzó a la final tras derrotar al entonces poseedor de los títulos de Ryūō y Kisei, Yoshiharu Habu, en las semifinales celebradas ese mismo día. La victoria de Fujii a la edad de 15 años y 6 meses rompió el récord anterior de 15 años y 10 meses establecido por Hifumi Katō en 1955. La victoria de Fujii también significó un ascenso automático al rango de 6-dan, lo que lo convirtió en el jugador más joven en recibir tal rango al romper el récord anterior (también en poder de Katō) de 16 años y 3 meses.
El 15 de marzo de 2018, Fujii derrotó a Tatsuya Sanmaidō para terminar invicto el juego de Clase 2 con 10 victorias y ninguna derrota. Fujii se convirtió en el primer jugador en seis años en terminar invicto en la Clase 2. Su victoria fue la decimoquinta consecutiva de Fujii, lo que lo convirtió en el poseedor de las dos rachas ganadoras consecutivas más largas de la temporada de shōgi de 2017. La victoria de Fujii fue también su victoria número 60 en total en un solo año, lo que lo convirtió no solo en el cuarto jugador en alcanzar 60 victorias, sino también en el más joven en lograrlo.
El 28 de marzo de 2018, Fujii jugó su última partida como estudiante de secundaria y de la temporada de shōgi de 2017 al enfrentarse a Keita Inoue en un juego de la ronda preliminar de tercera ronda del 68° Torneo Ōshō. El juego fue transmitido en vivo por el canal Igo & shōgi Channel como parte de su servicio "shōgi Premium". Inoue ganó el juego en 137 movimientos, convirtiéndose así en el primer jugador de 50 años o más en derrotar a Fujii en un juego oficial. La victoria de Inoue también puso fin a la racha de 16 victorias consecutivas de Fujii. La racha ganadora de Fujii comenzó después de una derrota ante Takahiro Ōhashi el 6 de enero de 2018, e incluyó victorias sobre el entonces poseedor del título de Meijin, Satō, el entonces poseedor del título de Ryūō, Habu, el antiguo poseedor del título de Ōshō, Hirose, el antiguo poseedor del título de Ryūō, Tetsurō Itodani, así como su primer juego oficial contra su mentor Sugimoto.
Fujii se convirtió en el jugador más joven en ascender a 7-dan al derrotar a Kōhei Funae el 18 de mayo de 2018. La victoria de Fujii en el juego de campeonato para la Clase 5 del torneo Ryūō significó que alcanzó la clase de ascenso del torneo Ryūō durante dos años consecutivos, cumpliendo así con los criterios de ascenso para el grado de 7-dan. El récord de Fujii de alcanzar el 7-dan a la edad de 15 años y 9 meses rompió el récord anterior de 17 años y 3 meses establecido por Hifumi Katō en 1957.
En octubre de 2018, Fujii ganó su segundo campeonato de shōgi cuando derrotó al aprendiz profesional Wakamu Deguchi 3-dan por 2 juegos a 0 para ganar el 49° torneo Shinjin-O. La victoria de Fujii lo convirtió en el jugador más joven en ganar el torneo, con 16 años y 2 meses, rompiendo un récord de 31 años de establecido por Toshiyuki Moriuchi en 1987, con 17 años y 0 meses .
A la edad de 16 años Fujii se convirtió en el jugador más joven en ganar 100 partidas oficiales como profesional el 12 de diciembre de 2018. La victoria de Fujii también lo convirtió en el más rápido en lograr tal resultado (dos años y dos meses desde que se convirtiera en profesional) , y su porcentaje de victorias de .847 (100 victorias y 18 derrotas) es también el más alto de cualquier jugador en haber ganado previamente 100 partidas.
El 8 de enero de 2019, Fujii derrotó a Eisaku Tomioka en el juego de liga por la Clase C1 del torneo Mejin. La victoria fue la 18 consecutiva de Fujii en la liga Meijin desde su debut como profesional, empatando el récord establecido por Makoto Nakahara 52 años antes. Fujii, sin embargo, fue derrotado por Seiya Kondō en su siguiente juego de liga el 5 de febrero de 2019, poniendo fin a la racha ganadora.
En febrero de 2019, Fujii defendió con éxito su título de la Copa Asahi derrotando al entonces campeón titular del título de Kiō, Akira Watanabe, para así ganar el 12° torneo del Abierto de la Copa Asahi.
En marzo de 2020, Fujii se convirtió en el primer shōgi profesional en lograr un porcentaje de victorias de .800 o más durante tres años consecutivos al derrotar a Akira Inaba en la liga de retadores para el 61° torneo Oi. [alfa inferior 3] 
Fujii derrotó a Takuya Nagase el 4 de junio de 2020 para ganar el derecho a retar a Watanabe por el título 91° de Kisei. La victoria de Fujii no solo le permitió convertirse por primera vez en el retador a un gran título, sino que además lo convirtió en la persona más joven (a la edad de 17 años, 10 meses y 20 días) en competir por un gran título, rompiendo el récord establecido 31 años antes por Nobuyuki Yashiki por cuatro días. En la competencia por el título contra Watanabe, Fujii ganó los dos primeros juegos antes de perder el tercer juego. Luego ganó el cuarto juego para poner la serie 3 a 1 y convertirse — a la edad de 17 años y 11 meses — en el poseedor de un gran título más joven en la historia del shōgi profesional.
El 20 de agosto de 2020, Fujii ganó el título de Ōi contra el campeón defensor, Kazuki Kimura. Fujii derrotó a Kimura 4 partidas a cero para así ganar el título de 61er. Ōi. La victoria de Fujii le convirtió en la persona más joven en ser el poseedor de dos grandes títulos simultáneos (conocido en japonés como 2-coronas) así como en la persona más joven en ascender al grado de 8-dan.
En octubre de 2020. Fujii derrotó a Tetsurō Itodani para así ganar el 28.º Ginga-sen. Su victoria a la edad de 18 años y 2 meses le convirtió en la persona más joven en ganar el torneo, rompiendo el récord de 21 años y 4 meses establecido en 2005 por Watanabe. La partida se jugó el 15 de octubre de 2020, pero el resultado no se hizo público hasta que se emitió en televisión el 12 de diciembre de 2020.
En febrero de 2021, Fujii ganó el torneo Asahi Cup Open por tercera vez al derrotar a Hiroyuki Miura en la final de la 14.ª Asahi Cup Open.
El 3 de julio de 2021, Fujii defendió con éxito el título Kisei en el 92.º Torneo Kisei, derrotando a Watanabe por 3 juegos a cero. Su exitosa defensa del título le convirtió en el jugador más joven en defender con éxito un gran título, y también significó que cumplía los criterios de promoción para el rango de 9-dan. La promoción de Fujii a 9-dan a la edad de 18 años y 11 meses le convirtió en el jugador más joven en ser promovido a 9-dan.
Fujii defendió sucesivamente su título de Ōi en junio-agosto de 2021 al derrotar al retador Masayuki Toyoshima por 4 partidas a 1 para ganar el 62.º título del Ōi. Fujii de hecho perdió la primera partida del título antes de ganar las cuatro siguientes para retener su corona. En julio-septiembre de 2021, Fujii desafió a Toyoshima por el título de Eiō, y volvió a salir victorioso para ganar el 6.º título de Eiō por 3 partidas a 2. Ganar el título de Eiō convirtió a Fujii en el poseedor de tres grandes títulos simultáneos (conocido en japonés como 3-coronas) más joven de la historia con 19 años y 1 mes, lo que rompió el récord anterior de 22 años y 3 meses establecido por Habu en 1993. El 13 de noviembre de 2021, Fujii derrotó a Toyoshima nuevamente para así convertirse en el nuevo campeón del torneo Ryūō, convirtiéndose así en el jugador más joven de la historia en ostentar cuatro títulos simultáneos (en japonés, 4-coronas), a la edad de 19 años y 3 meses, rompiendo el récord previo también establecido por Habu en 1993 (22 años y 9 meses).
En febrero de 2022, Fujii derrotó a Watanabe 4 partidas a cero para ganar el título de 71 Ōshō . La victoria convirtió a Fujii no solo en el cuarto jugador en la historia en ser poseedor de cinco títulos or coronas,sino también en el más joven en conseguir tal hazaña, a la edad de 19 años y seis meses.
Fujii defendió exitosamente su título de Eiō derrotando a Wakamu Deguchi 3 partidas a 0. En junio y julio de 2022, Fujii derrotó a Nagase 3 partidas a 1 para defender con éxito su título de Kisei.Entre junio y septiembre de 2022, Fujii derrotó a Toyoshima 4 partidas a 1 por el título de Ōi, defendiéndolo con éxito y convirtiéndose en el jugador más joven en haber ganado diez grandes títulos. Entre octuvre y diciembre de 2022, Fujii derrotó a Akihito Hirose 4 partidas a 2 para defender exitosamente su título de Ryūō.
El 20 de noviembre de 2022, Fujii ganó el torneo JT Nihon Series por primera vez al derrotar a Shintarō Saitō.
Fujii ganó el torneo televisado Ginga por segunda vez al derrotar a Taichi Takami el 27 de diciembre de 2022.

### 2023-2024: Dominio continuo y ganador de 8 títulos simultáneos
El 23 de febrero de 2023, Fujii ganó el 16 Asahi Cup Open derrotando a Toyoshima y Watanabe, en las semifinales y finales respectivamente. Fue la cuarta vez que Fujii ganó el torneo.
El 12 de marzo de 2023, Fujii derrotó Habu para defender el título de Ōshō 4 partidas a 2. Esta fue la primera vez que los dos se enfrentaron por un gran título. Tras cuatro partidas, el título estaba empatado a dos, pero Fujii ganó las siguientes dos partidas, defendiendo el título.
El 19 de marzo de 2023, Fujii derrotó a Watanabe en la final del torneo Kiō 3 partidas a  1. Esto convirtió a Fujii no solo en el segundo jugador en ostentar 6 grandes títulos simultáneos sino también en el más joven en hacerlo, a la edad de 20 años y 8 meses. El mismo día se emitió la final de la NHK Cup en la cual Fujii derrotó a Yuki Sasaki 8-dan para así ganar por primera vez el torneo. La victoria también convirtió a Fujii en el primer jugador profesional de la historia en ganar todos los torneos menores en una sola temporada. En mayo de 2023, Fujii defendió con éxito su título de Eiō derrotando a Tatsuya Sugai 3 partidas a 1. Unos días después de su defensa del título Eiō, Fujii derrotó a Watanabe por el prestigioso torneo Meijin por 4 partidas a 1 y se convirtió en el jugador más joven en obtener el título. La victoria de Fujii le convirtió en la segunda persona en la historia en ostentar siete títulos simultáneamente, y el más joven en hacerlo. La racha invicta de Fujii en partidas por grandes títulos continuó en junio y julio de 2023, al derrotar a Daichi Sasaki por 3 partidas a 1 para defender su título de Kisei.
El 11 de octubre de 2023, Fujii derrotó a Takuya Nagase para ganar el torneo de Ōza 3 partidas a 1 y así convertirse en el primer jugador en ostentar ocho grandes títulos simultáneos en la historia del shogi profesional. La victoria de Fujii también lo convirtió en el jugador más joven en ganar el título de Ōza, a la edad de 21 años y 2 meses.
En su primera defensa de título tras convertirse en el dueño de ocho coronas, Fujii derrotó a Takumi Itō 4-0 para ganar el título de Ryūō por tercer año consecutivo. Esta fue también la primera vez que Fujii se enfrentó a un oponente de su misma edad por la final de un gran torneo. Poco más de una semana después, Fujii derrotó a Itodani 8-dan en la ronda final del 44 Nihon Series para ganar el torneo por segundo año consecutivo.
El intento de Fujii de repetir su «grand slam de shogi» y ganar todos los torneos pequeños de shogi por segundo año consecutivo terminó en diciembre de 2023, cuando perdió contra Tadahisa Maruyama en la final del 31.º Ginga-sen. Fujii sufrió más reveses en febrero de 2024, cuando perdió contra Nagase en la final del campeonato del 17.º  Asahi Cup Open, y en marzo de 2024, cuando perdió contra Sasaki en la final del 73.º torneo de la Copa NHK.
Sin embargo, en las defensas de grandes títulos, Fujii continuó demostrando su dominio al defender sus títulos de Ōshō y Kiō. Derrotó a Sugai 4 juegos a 0 en el 73.º Ōshō (enero-febrero de 2024), y a Itō en el 48.º Kiō (febrero de 2024-marzo de 2024). La victoria de Fujii sobre Sugai fue su vigésima victoria consecutiva en un gran título, rompiendo el récord de diecinueve victorias establecido 58 años antes en 1966 por Yasuharu Ōyama, mientras que su victoria sobre Itō le dio un porcentaje de victorias de 0.851 para la temporada de shogi 2023-2024, el segundo más alto de todos los tiempos detrás del 0.854 de Makoto Nakahara establecido en 1967.
Fujii extendió su racha ganadora de partidas por el título principal a 22 partidas seguidas cuando derrotó al retador Toyoshima 4 partidas a 1 para ganar el 82º Meijin (abril-junio de 2024) y defender su título de Meijin. Sin embargo, su racha y su dominio de los ocho grandes títulos llegaron a su fin después de perder el 9º Eiō (abril-junio de 2024) ante Itō 3 juegos a 2. Sin embargo, en julio de 2024, Fujii volvió a la senda del triunfo al derrotar a Takayuki Yamasaki 3 juegos a 0 en el 95º Kisei (junio-julio de 2024) y ganar el título Kisei por quinto año consecutivo. La victoria también convirtió a Fujii en el jugador más joven a la edad de 21 años y 11 meses en cumplir con los criterios para convertirse en un «Poseedor Vitalicio de Título» cuando calificó para el título de Kisei Vitalicio. En julio-agosto de 2024, Fujii defendió su título de Ōi al derrotar a Watanabe 4 juegos a 1 para ganar el 65º Ōi. La victoria clasificó a Fujii para el título de Ōi Vitalicio. El mes siguiente, Fujii derrotó a Nagase 3 juegos a ninguno en el 72º Ōza (septiembre de 2024) en su primera defensa del título que habí arrebatado a Nagase el año anterior.

## Racha ganadora de 29 juegos
Tras derrotar a Katō para ganar su juego de debut, Fujii procedió a ganar sus siguientes 28 juegos oficiales antes de perder ante Yūki Sasaki el 2 de julio de 2017. Sus 29 victorias consecutivas rompieron el récord anterior de 28 establecido por Hiroshi Kamiya en 1987.

### Impacto
La racha ganadora de Fujii fue ampliamente cubierta por los medios japoneses y también por  medios de comunicación extranjeros. Se consideró que su ascenso a la categoría profesional y su éxito posterior ayudaron a la Asociación Japonesa de shōgi a recuperarse del escándalo del 29° Ryūō, un escándalo que finalmente condujo a la renuncia del presidente de la JSA en enero de 2017, la destitución de varios directores en febrero de 2017 y una pérdida generalizada de confianza pública.
La racha de Fujii no solo ayudó a la JSA a recuperarse del escándalo mencionado anteriormente, sino que también proporcionó un impulso económico. La racha llevó a un aumento de las ventas de libros de shōgi y otras mercancías, etc., así como a un aumento general de la popularidad del shōgi en todo el país, especialmente entre los niños pequeños. Los comerciantes locales en Seto, la ciudad natal de Fujii, realizaron ventas conmemorativas para honrarlo por la racha y por su 15.º cumpleaños, y se estimó que casi 7.4 millones de personas vieron la transmisión en vivo por Internet de la victoria récord de Fujii. Sensu (abanicos de mano plegables) firmados por Fujii fueron vendidos por la JSA tanto en Tokio como en Osaka en un movimiento inusual ya que esto generalmente solo está reservado a los poseedores de grandes títulos; los abanicos, sin embargo, se agotaron rápidamente en ambos lugares en menos de una hora a pesar de que había un límite establecido de uno por persona, con personas haciendo fila con la anticipación de recibir un boleto numerado para comprar un abanico. Algunos de los abanicos vendidos aparecieron posteriormente en sitios web de subastas en línea donde se observaron ofertas de hasta JPY 15,600 a pesar de que el precio de venta original era de aproximadamente JPY 2,300.
En diciembre de 2017, la JSA estimó que el impacto general de la racha de Fujii en sus ingresos publicitarios había sido de aproximadamente 18 mil millones y medio de yenes.

## Estilo de juego
Fujii suele jugar aperturas de Torre Estática. Su especialidad son las aperturas de Intercambio de Alfiles, aunque en los últimos años también ha adoptado las de Doble Ataque por las Alas. Su uso del alfil es único. Aunque es un pensador de largo aliento, es conocido por su precisa habilidad en el final del juego, incluso cuando tiene poco tiempo.
El 4 de enero de 2017, antes de que la racha de 29 victorias de Fujii se convirtiera en una sensación, Yoshiharu Habu dijo en un programa de entrevistas con el también jugador Kōji Tanigawa 9-dan: "Al principio se hizo célebre en el Tsume-shogi, pero está teniendo un buen crecimiento. Su capacidad para hacer mate en el menor tiempo posible es comparable al 'final de juego a la velocidad de la luz' del sr. Tanigawa." El 15 de junio de 2017, en plena racha de 29 victorias de Fujii, Habu comentó que el shogi de Fujii le recordaba al "final de juego a la velocidad de la luz".
Yasuhiro Masuda 6-dan, comentando sobre la fuerza de Fujii en el comienzo del juego, afirmó que: "No es porque esté investigando, sino porque piensa en el momento y juega bien, y eso es difícil de imitar."
Akira Watanabe, que jugó y perdió su primera partida contra Fujii en la final del XII Torneo Abierto de Shogi de la Copa Asahi el 16 de febrero de 2019, declaró en su blog inmediatamente después de la partida que "su lectura es profunda, su comprensión del juego inicial es excelente, y (de momento) no puedo encontrar ningún punto débil." Además, en una entrevista, dijo: "El estilo de juego de Fujii es similar al de Tanigawa, y teniendo en cuenta la situación actual, en la que cada vez hay más profesionales que enfatizan el juego en la apertura, profesionales como Fujii que enfatizan el final del juego pueden llegar a ser más valiosos." Posteriormente, Watanabe se enfrentó a Fujii en el 91.º Torneo del Kisei a 5 partidas, y describió la primera partida de Fujii como "con un estilo de victoria como el del sr. Tanigawa," y la segunda como "con un estilo de victoria como el del sr. Habu, que consigue una ventaja decisiva en el medio juego con una simple jugada", y dijo que "puede ganar pase lo que pase."
Tanigawa comentó que: "Cuando se convirtió en jugador profesional, el sr. Fujii a menudo ganaba invirtiendo su suerte mientras sufría, gracias a su fuerza en los finales de partida desarrollada a través del Tsume-shogi. Sin embargo, recientemente (a partir de octubre de 2021), su estilo de victoria ha cambiado porque su precisión en las primeras fases del juego ha mejorado, y su intuición se ha vuelto más refinada."

## Concurso de Tsume shōgi
En marzo de 2018, Fujii ganó el 15° Concurso de Tsume shōgi, convirtiéndose así en la única persona en ganar el concurso cuatro años seguidos. Fujii fue el único participante, incluyendo jugadores de shōgi tanto aficionados como profesionales, en terminar con una puntuación perfecta de 100 puntos. Fujii ganó la competencia por primera vez en 2015 como aprendiz shōgi profesional 2-dan de 12 años. Fue el único participante que terminó con una puntuación perfecta para convertirse en el ganador más joven en la historia de la competencia.

## Apariciones en Abema TV
Fujii ha aparecido en varios programas transmitidos en el canal de shōgi de la JSA de la estación de televisión por Internet AbemaTV . 
Entre marzo y abril de 2017, Fujii apareció en un programa en el que disputó siete partidas contra los mejores profesionales seleccionados por la JSA. Los juegos no fueron oficiales, lo que significaba que los resultados no afectarían su récord oficial de victorias y derrotas. Sus oponentes fueron (en orden) Yasuhiro Masuda, Takuya Nagase, Shintarō Saitō, Taichi Nakamura, Kōichi Fukaura, Yasumitsu Satō y Yoshiharu Habu. Fujii ganó todos los juegos excepto el Juego 2 contra Nagase.

## Vida personal
En octubre de 2017, Fujii anunció que tenía la intención de ingresar a la preparatoria después de graduarse de la escuela secundaria en la primavera de 2018. Fujii dijo que consideraba seriamente convertirse en un profesional de shōgi a tiempo completo, pero afirmó que "me gustaría seguir progresando y hacer que cada experiencia sea positiva". La decisión de Fujii era ampliamente anticipada en Japón y fue vista favorablemente por otros profesionales de shōgi y algunos críticos educativos. La decisión de Fujii de continuar con su educación es la misma que tomaron los otros cuatro profesionales de shōgi que alcanzaron el estatus profesional siendo aún estudiantes de secundaria.
El 20 de marzo de 2018, Fujii se graduó de la escuela secundaria inferior afiliada a la Universidad de Nagoya, ubicada en Nagoya . A la fecha de abril de 2018 estaba inscrito como estudiante en la escuela secundaria superior afiliada a la Universidad de Nagoya.

## Historial de ascensos
El historial de ascensos de Fujii es el siguiente:
- 2012, septiembre: 6- kyū
- 2016, abril: 3-dan 2
- 2016, 1 de octubre: 4-dan
- 2018, 1 de febrero: 5-dan
- 2018, 17 de febrero: 6-dan
- 2018, 18 de mayo: 7-dan
- 2020, 20 de agosto: 8-dan
- 2021, 3 de julio: 9-dan

## Títulos y otros campeonatos
Fuji ha aparecido en tres finales de grandes títulos y ha ganado dos grandes títulos. También ha ganado otros tres torneos de shōgi que no confieren títulos.

### Grandes títulos
| Torneo | Años               | Número de veces |
| ------ | ------------------ | --------------- |
| Ōshō   | 2021 (actual)      | 1               |
| Ryūō   | 2021 (actual)      | 1               |
| Kisei  | 2020-2021 (actual) | 2               |
| Ōi     | 2020-2021 (actual) | 2               |
| Eiō    | 2020 (actual)      | 1               |

### Otros campeonatos
| Torneo                   | Años          | Número de veces |
| ------------------------ | ------------- | --------------- |
| Abierto de la Copa Asahi | 2017-18, 2020 | 3               |
| Shinjin-O                | 2018          | 1               |
| Ginga-sen                | 2020          | 1               |

## Premios y honores
El 13 de marzo de 2018, la JSA anunció que se había confirmado que Fujii era el ganador de sus Premios Anuales de shōgi por "Más partidas ganadas", "Mejor Porcentaje Ganador", "Más juegos jugados" y "Más juegos consecutivos ganados" por su resultados durante la temporada de shōgi profesional 2017 (1 de abril de 2017 - 31 de marzo de 2018). Fujii es el jugador más joven en ganar esos cuatro grandes premios en el mismo año y apenas el tercer profesional de shōgi en lograr tal hazaña desde 1967. El 2 de abril de 2018, la JSA anunció que Fujii había sido galardonado también con los premios de "Mejor Jugador Nuevo", "Premio Especial" y "Premio Especial al Juego del Año".
En febrero de 2018, Fujii recibió un elogio especial de la prefectura de Aichi por su victoria en el 11° Abierto de la Copa Aichi y sus otros logros en el shōgi. Fujji es el más joven de la historia y el sexto individuo que ha recibido dicho reconocimiento. Fujii recibió el "Premio al ciudadano distinguido" de la ciudad de Seto en marzo de 2018.

### Premios Anuales shōgi
- 45 Premios Anuales de shōgi (abril de 2017 - marzo de 2018): Mejor jugador nuevo, Premio especial, Mejor porcentaje de victorias, Más partidas ganadas, Más juegos jugados, Más partidas consecutivas ganadas, Premio especial al juego del año
- 46 Premios Anuales de shōgi (abril de 2018 - marzo de 2019): Premio Kōzō Masuda[135]
- 47 Premios Anuales de shōgi (abril de 2019 - marzo de 2020): Más juegos ganados, Mejor porcentaje de victorias, Partida especial del año[136]
- 48 Premios Anuales de shōgi (abril de 2020 - marzo de 2021): Jugador del año, Mejor porcentaje de victorias, Más partidas ganadas, Partida del año, Partida especial del año, Premio especial Kōzō Masuda[137]

### Otros premios
- 2018: "Premio al ciudadano distinguido" de la ciudad de Seto, "Mención especial" de la prefectura de Aichi

## Premios monetarios de fin de año y ganancias
Fujii ha terminado en el "Top 10" de premios monetarios y ganancias de fin de año la JSA una vez desde que se convirtió en profesional: Noveno lugar con 21 080 000 JPY en ganancias durante 2019, y cuarto lugar con 45 540 000 JPY en ganancias en 2020.